# Liste der Bodendenkmäler in Egenhofen
Auf dieser Seite sind die Bodendenkmäler in der oberbayerischen Gemeinde Egenhofen zusammengestellt. Diese Tabelle ist eine Teilliste der Liste der Bodendenkmäler in Bayern. Grundlage ist die Bayerische Denkmalliste, die auf Basis des Bayerischen Denkmalschutzgesetzes vom 1. Oktober 1973 erstmals erstellt wurde und seither durch das Bayerische Landesamt für Denkmalpflege geführt wird. Die folgenden Angaben ersetzen nicht die rechtsverbindliche Auskunft der Denkmalschutzbehörde.

## Bodendenkmäler in Egenhofen
| Lage                            | Objekt | Akten-Nr.     | Bild                                          |
| ------------------------------- | --- | ------------- | --------------------------------------------- |
| (Standort)                      | Verebnete Grabhügel vorgeschichtlicher Zeitstellung. | D-1-7732-0041 |                                               |
| (Standort)                      | Untertägige mittelalterliche und frühneuzeitliche Befunde und Funde im Bereich der katholischen Filialkirche St. Clemens von Herrnzell.                           | D-1-7732-0121 |                                               |
| (Standort)                      | Untertägige mittelalterliche und frühneuzeitliche Befunde und Funde im Bereich der katholischen Filialkirche St. Nikolaus von Poigern.                            | D-1-7732-0123 | weitere Bilder                                |
| (Standort)                      | Untertägige mittelalterliche und frühneuzeitliche Befunde und Funde im Bereich von Schloss Weyhern und seiner Vorgängerbauten mit zugehörigem Wirtschaftshof.     | D-1-7732-0125 | mittelalterliche und frühneuzeitliche Befunde |
| (Standort)                      | Grabhügel vor- und frühgeschichtlicher Zeitstellung, daraus Funde der Bronzezeit, der Hallstattzeit, der frühen Latènezeit sowie der römischen Kaiserzeit.        | D-1-7733-0001 |                                               |
| (Standort)                      | Verebnetes Grabenwerk vor- und frühgeschichtlicher Zeitstellung.                                                                                                  | D-1-7733-0002 |                                               |
| (Standort)                      | Verebnete Viereckschanze der späten Latènezeit. | D-1-7733-0009 |                                               |
| (Standort)                      | Grabhügel vorgeschichtlicher Zeitstellung. | D-1-7733-0010 |                                               |
| (Standort)                      | Verebneter Niederungsburgstall des hohen oder späten Mittelalters.                                                                                                | D-1-7733-0011 |                                               |
| (Standort)                      | Verebnete Viereckschanze der späten Latènezeit. | D-1-7733-0050 |                                               |
| (Standort)                      | Verhüttungsplatz vor- und frühgeschichtlicher Zeitstellung. | D-1-7733-0225 |                                               |
| (Standort)                      | Verhüttungsplatz vor- und frühgeschichtlicher Zeitstellung. | D-1-7733-0226 |                                               |
| (Standort)                      | Verhüttungsplatz vor- und frühgeschichtlicher Zeitstellung. | D-1-7733-0227 |                                               |
| (Standort)                      | Verebneter Burgstall des späten Mittelalters (Veste Rottenfuß).                                                                                                   | D-1-7733-0228 |                                               |
| (Standort)                      | Reihengräberfeld des frühen Mittelalters. | D-1-7733-0230 |                                               |
| (Standort)                      | Untertägige mittelalterliche und frühneuzeitliche Befunde und Funde im Bereich der katholischen Pfarrkirche St. Georg von Aufkirchen.                             | D-1-7733-0231 | weitere Bilder                                |
| (Standort)                      | Untertägige mittelalterliche und frühneuzeitliche Befunde und Funde im Bereich der katholischen Pfarrkirche St. Leodegar von Egenhofen und ihrer Vorgängerbauten. | D-1-7733-0233 | weitere Bilder                                |
| (Standort)                      | Untertägige mittelalterliche und frühneuzeitliche Befunde und Funde im Bereich der katholischen Filialkirche Mariä Himmelfahrt von Unterschweinbach.              | D-1-7733-0234 | weitere Bilder                                |
| (Standort)                      | Untertägige frühneuzeitliche Befunde und Funde im Bereich der katholischen Filialkirche St. Ulrich von Englertshofen.                                             | D-1-7733-0237 |                                               |
| Gartenstraße 3 (Standort)       | Untertägige mittelalterliche und frühneuzeitliche Befunde und Funde im Bereich der katholischen Pfarrkirche St. Johannes der Täufer von Oberweikertshofen.        | D-1-7733-0245 | weitere Bilder                                |
| (Standort)                      | Untertägige frühneuzeitliche Befunde und Funde im Bereich der katholischen Kapelle St. Anna bei Osterholzen.                                                      | D-1-7733-0247 |                                               |
| (Standort)                      | Untertägige mittelalterliche und frühneuzeitliche Befunde und Funde im Bereich der katholischen Filialkirche Heilig Kreuz von Rammertshofen.                      | D-1-7733-0250 | weitere Bilder                                |
| Dorfstraße 13 (Standort)        | Untertägige frühneuzeitliche Befunde und Funde im Bereich der katholischen Filialkirche Heilige Dreifaltigkeit von Waltenhofen.                                   | D-1-7733-0252 | frühneuzeitliche Befunde                      |
| St.-Michael-Straße 5 (Standort) | Untertägige mittelalterliche und frühneuzeitliche Befunde und Funde im Bereich der katholischen Pfarrkirche St. Michael von Wenigmünchen.                         | D-1-7733-0255 | mittelalterliche und frühneuzeitliche Befunde |
| (Standort)                      | Burgstall Wenigmünchen des hohen oder späten Mittelalters. | D-1-7733-0257 |                                               |